# Merci (kẹo sô-cô-la)
Merci là một nhãn hiệu kẹo sô-cô-la được sản xuất bởi công ty Storck, có trụ sở chính tại Berlin, Đức. Từ "merci" trong tiếng Pháp có nghĩa là "cám ơn". Merci truyền thống được sản xuất lần đầu năm 1965 dưới dạng thanh sô-cô-la và đựng trong hộp trắng. Vỏ bọc từng thanh sô-cô-la có màu khác nhau tượng trưng cho từng hương vị khác nhau.
Các biến thể sau này bao gồm Merci Crocant, sản xuất lần đầu năm 1994 dưới dạng kẹo, chỉ bao gồm một hương vị sô-cô-la nhân hạt giòn bên trong và Merci Petit (tên cũ là Merci Pur), sản xuất lần đầu năm 1995 dưới dạng kẹo, có nhiều hương vị như loại truyền thống.
Kẹo Merci đã được bán ở hơn 70 quốc gia.

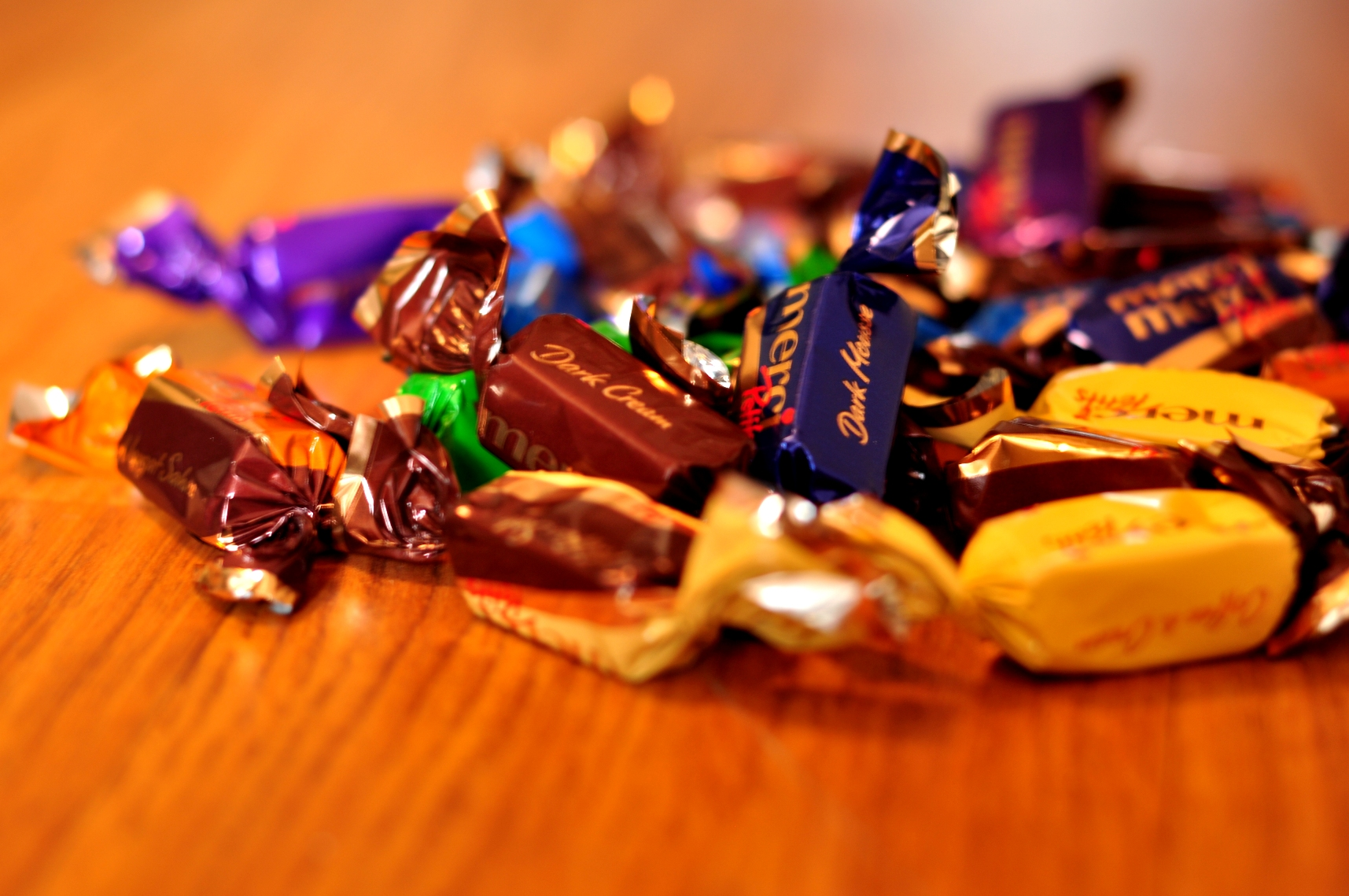
Merci Petit

## Links ngoài
- Website chính thức